# Карлавірус
Карлавірус (англ. Carlavirus), раніше відомий як група латентних вірусів гвоздики (англ. Carnation latent virus group) — рід вірусів, що належить до родини Betaflexiviridae. Рослини є природними хазяями. Насьогодні рід об'єднує 52 види, включно з латентним вірусом гвоздики. Хвороби, що викликають віруси цього роду, проявляються такими симптомами: мозаїкою та кільцевою плямистістю.

## Таксономічне положення
Цей рід було вперше описано в першому каталозі МКТВ у 1971 році, як група латентних вірусів гвоздики, але було перейменований в 1975 році на карлавірусну групу і як рід Carlavirus в 1995 році (у 6 каталозі). У 2005 році (8-й каталог) він був віднесений у родину Flexiviridae (раніше був не класифікованим) . Поточна позиція роду у 9-му каталозі (2009 р.) була у родині Betaflexiviridae, що відноситься до вищого таксона Flexiviridae.

## Структура
Віріони є безоболонковими, ниткоподібними, довжиною 610-700 нанометрів (нм) і діаметром 12-15 нм. Лінійний геном є позитивно спрямованою одноланцюговою РНК, довжина якої становить 5,8-9 тисяч пар основ. 3'–кінець поліаденілований. У деяких видів 5'–й кінець є кепований. Геном кодує від 3 до 6 білків, включаючи білок, який знаходиться на 3'-кінці, та РНК-залежну РНК-полімеразу, розташовану на 5'-кінці генома.

## Життєвий цикл
Вірусам цього роду притаманна цитоплазматична реплікація. Реплікація геномних РНК цих вірусів здійснюється за моделлю реплікації позитивно спрямованих одноланцюгових РНК-вірусів, тобто позитивно спрямована РНК виконує функції мРНК (декодується рибосомою), а РНК-залежна РНК-полімераза реплікує геном (синтезує на ній комплементарні РНК ((-)РНК), а на них мРНК).

### Поширення вірусу
Інфекція іноді поширюється попелицями напівперсистентним шляхом, тобто вектор є інфікованим протягом кількох годин. Деякі види передаються Bemisia tabaci напівперсистентним шляхом або через насіння. Більшість видів заражають лише декілька хазяїв та зумовлюють інфекції з незначними або відсутніми симптомами, наприклад, латентний вірус американського хмелю (англ. American hop latent virus) та безсимптомний вірус лілії (англ. lily symptomless virus). Деякі види, такі як вірус опіку лохини (англ. blueberry scorch virus) та вірус тополевої мозаїки (англ. poplar mosaic virus) викликати серйозні хвороби.